# ラピッド・プロンプティング・メソッド
ラピッド・プロンプティング・メソッド（Rapid Prompting Method: RPM；ラピッド・プロンプティング法）は、口頭でのコミュニケーションが困難な障害者を支援するために開発された教育法だが、科学的に否定されたファシリテイテッド・コミュニケーション（Facilitated Communication: FC）と同様、補助者のキューイングにより障害者の言葉が捏造されるリスクがありエビデンスにも欠けているため、使用せぬよう注意喚起されている。RPMは、ラピッド・プロンプティング（Rapid Prompting）、Soma® RPM、インフォ―マティブ・ポインティング（Informative Pointing）、スペリング・トゥ・コミュニケート（Spelling to Communicate: S2C）、スペリング・アズ・コミュニケーション（Spelling as Communication）、タイピング・トゥ・コミュニケート（Typing to Communicate）、アルファベット・セラピー（Alphabet Therapy）、レターボーディング（Letterboarding） などの別名でも知られている。

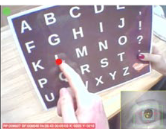
ラピッド・プロンプティング・メソッド：ファシリテーターが文字盤を掲げる

RPMは自閉症の子供を持つソマ・ムコパディアイにより開発された。RPMを使用することで発話困難であった障害者が高度な言語能力を発揮したり問題行動が減少したりすると謳われている。RPMはファシリテーターが障害者の身体に触れないことをはじめとする複数の点においてFCと異なるものの、ファシリテーターが手で文字盤を空中に掲げているため、FCと同様にファシリテーターのキューイングが障害者の指差しを誘導するリスクがある。
RPMの有効性に関する科学的な研究は乏しく、RPMを支持する論文には方法論上の欠陥があり、適切な手順に沿った検証は実施されていない。RPMの支持者たちは、科学的検証を実施することなく、RPMへの批判は自閉症の人々のコミュニケーションの権利を奪うものであると主張し、批判に攻撃的な姿勢をとっている。2019年に刊行されたRPMのレビュー論文は、RPMの安全性と有効性が科学的な方法により証明されない限り、臨床家、教員、保護者は自閉症の子供たちにRPMを使用すべきではないと結論づけた。アメリカ言語聴覚学会をはじめとする複数の職能団体がRPM使用に反対する声明を出している。

## 概要
RPMは、ソマ・ムコパディアイがインドで重度自閉症の診断を受けた息子ティトを教育する過程で試行錯誤しながら形成された教育法を基に開発され、現在ソマ・ムコパディアイが常務取締役を務めるテキサス州オースティンに所在するハロー-ソマ研究所（Helping Autism for Learning and Outreach; Halo-Soma Institute）を中心に広められている教育、治療、コミュニケーション技術である。自閉症で発話困難な人々の指差しやタイピングなどによる書字ベースのコミュニケーション技能獲得を目的とする。理論的には、ジャン・ピアジェの発達心理学とアンナ・ジーン・エアーズの感覚統合理論に依拠するとしている。FCの思想と同様にRPMは自閉症を言語表出の障害とみなし知的障害を認めず、重度の自閉症（profound autism）の人々が喋れないのは、能力が身体に閉じ込められ発揮できないせいだという信条に依拠し、障害者に能力があると想定すること（presumed competence）を重視している。
Halo-Somaウェブサイトによると、知的障害や発達障害の生徒に、指差し、タイピング、書字によるライティング技能を促進するRPMの教育メソッドは脳科学に基づくと謳われている。RPMの実践では、生徒の自己刺激行動と競合しタスクへの注意を促すペースでプロンプトが与えられる。ファシリテーターが生徒に教え、その内容に関して生徒に問う「教える‐問う」の試行（"teach-ask" trials）の連続で構成されるRPMのトレーニング法は、一見すると応用行動分析の離散試行型指導法（Discrete Trial Teaching: DTT）に似ている。RPMの「教える‐問う」の試行手順は、二択から答えを選ぶ単純な試行から始まり、徐々に複雑な試行に移行し文字盤の文字を指差し文章を綴れるようにしていく。このようなRPMのトレーニング法は、知的障害等で喋れない障害者には隠された言語能力（linguistic competence）があり言語をシステムとして機能させることができるという能力の想定を前提としている。現在ではタブレットやキーボードなどのデバイスをファシリテーターが手に持ち使用することもある。
RPMではファシリテーターが文字盤を手に掲げるため、生徒が特定の文字を指差すようファシリテーターが無意識に文字盤を動かしてしまうイデオモーター効果が生じたり、ファシリテーターによる身体的な合図、声掛け、視線などのプロンプティングやキューイングに表出内容が誘導されるリスクが問題視されている。RPMを実施する様子を流す動画において、ファシリテーターが障害者が特定の文字を指すよう文字盤を近づけたり、特定の文字を選ばないよう文字盤を素早く引っ込めて選択を阻止したり、文を終わらせたりして操作しているのが同定できると指摘されている。RPM推進者たちは、自閉症は自分の望む行動を自ら開始できない障害であると主張し、ファシリテーターが文字盤を掲げるのは、自閉症などで身体が思うように動かせない生徒が文字を指差すのを励まし、援助するためのプロンプティングであると主張している。しかし、RPMもFCと同様にファシリテーターに依存したテクニックであり、ファシリテーターが触れているのが文字盤であり被介助者の手ではないという議論は筋違いであり、被介助者の手よりも文字盤のほうがファシリテーターにとって動かしやすいという事実にRPM推進者たちが言及しないほうが問題であると指摘されている。障害者が自立してタイピングしているように見えるために言葉の発信者が障害者であると誤認されやすい点において、RPMはFCよりも有害かつ危険である。
ソマ・ムコパディアイがいない場でティトに読み聞かせられた話についてティトに質問したところ、ティトはひとつも質問に答えられなかった（“Tito could not answer a single question about the story Raj read to him at Merzenich’s lab when Soma wasn’t in the room” ）とポーシャ・アイバーセンがRPMの本で報告していることからも、FCと同様にRPMでの支援はファシリテーターが答えを知っているときでなければ正確な反応が得られないと考えられる。RPMのコントロール試験を行ったところコミュニケーションが被介助者から発せられているとは認められなかったと報告した論文があったが、被験者のインフォームド・コンセント問題で撤回された。RPMはまたFCと同様に、オーサーシップの検証試験を実施しないように呼び掛けている。RPMを支持する論文はオーサーシップ検証試験を実施しておらず、その結果はむしろRPMがプロンプトに依存していることを明らかにしていると指摘されている。離散試行型指導法のような介入におけるプロンプティングとRPMで見られるプロンプティングの主な違いは、意図的かつ体系的なプロンプト・フェイディングの有無であり、FCと同様にRPMはプロンプトのフェードアウトの体系が組み込まれていない。2012年のHalo-Somaサイトでは、プロンプト依存は反応がないよりも望ましい（“Prompt dependency is preferred to the alternative of allowing no response or no learning to occur”）と主張していたことに対して、RPMはプロンプト依存を受け入れプロンプト・フェイディングの欠如を正当化しているため、RPMを通したメッセージのオーサーシップには大きな疑念が生じると指摘された。2024年現在のHalo-Somaサイトでは、RPMはプロンプトの段階的フェイディングを目標とするという記述に変更されている。
RPMによるコミュニケーションの有効性を、適切な科学的方法で検証した報告は、2024年現在に至っても存在しない。RPMの効果に関する研究にはエビデンスに基づくものがなく、包括的なレビューを実施するに足る基準に達している論文もない。米国において特別支援学級を対象に実施された調査によると、RPMはエビデンスに基づく教育支援法であるPECS（Picture Exchange Communication System）やビデオモデリングよりも多用されていたことが判明し問題視されている。校区のRPM実施コストは初年のみで小学生ひとりにつき32,159ドルとされる。RPMユーザーであるイド・ケダーの回顧録によると、ABAのセラピストがRPMに疑いを挟んだことから両親がABAチーム全体を解雇したことや、PECSは簡単すぎると述べるなど、エビデンスに基づく介入法が批判されており、無効な介入法による機会損失を見事に例示していると問題視されている。適切なリサーチデザインの研究により効果が実証されない限り、RPM使用を推奨すべきではない。

## 歴史
RPMは1990年代にソマ・ムコパディアイがインドで自閉症の息子のティトに施した教育方法を基に発展した。ティトが足し算や引き算の答えを指さす様子を見た専門家達からキューイングの疑惑をかけられたことから、ソマ・ムコパディアイはティトが自立して書字ができるようになることを目指すようになった。ソマ・ムコパディアイはティトの指に鉛筆を縛りつけてアルファベットをトレースさせ、ティトができるようになるまで食事を与えないことが多かった。ティトは6歳までに自立して書けるようになったとされ、詩、エッセイ、創作を書いたとされている。1998年には、英国自閉症協会のリチャード・ミルズがインドでティトに出会い、翌1999年にソマ・ムコパディアイとティトを英国に招き西洋に紹介した。同年、英国自閉症協会の社会コミュニケーション障害センター（Centre for Social and Communication Disorders）の研究者達は、11歳のティトが19歳相当のボキャブラリーを持つとしたが、オーサーシップテストは実施されなかった。その際、終始母親のソマ・ムコパディアイの補助を受けてコミュニケーションを行っていたティトを観察していた精神科医ローナ・ウィングは、ティトの表面的無能さと秘められた知的才能の組み合わせは、補助があれば自閉症者は能力を発揮できるとするFCの主張を裏付けると評価した。2000年には、ティトがインドで書いたとされる創作物を集めた書籍『Beyond the Silence』『The Mind Tree: A Miraculous Child Breaks the Silence of Autism』（邦訳『声なき声で語る　ボクが過ごした日々、その世界と自閉症』）がティトを著者として出版され、BBCドキュメンタリー『Inside Story: Tito’s Story』が放映された。
2001年、ソマ・ムコパディアイとティトは当時アイバーセンとジョン・シェスタックによって運営されていた非営利団体Cure Autism Now（Autism Speaksの前身）に招かれ、米国カリフォルニアへ渡った。数年の間ロサンゼルスで、ソマ・ムコパディアイとティトはアイバーセンとRPMを普及させる活動を行った。メディアは次々にティトを取り上げ、脳神経学者のマイケル・メルゼニクは、2003年にCBSが放映した『Breaking the Silence』 にてティトのコミュニケーションは奇跡であり本物だと主張し、同年ABCの『Good Morning America』ではティトのような自閉症者が世界にたくさんいるのかもしれないと語った。2005年、ソマ・ムコパディアイとティトはテキサス州オースティンに移動し、ハロー研究所（現ハロー-ソマ研究所）に加わった。ハロー研究所でソマ・ムコパディアイはRPMを使った臨床やワークショップを行い、世界中で講演した。2005年、FCを米国に広めたダグラス・ビクレンを編者としてノンバーバルの自閉症者たちがFC/RPM/S2Cを通して創作したとする作品を集め出版した書籍『Autism and the Myth of the Person Alone』（邦訳『「自」らに「閉」じこもらない自閉症者たち: 「話せない」7人の自閉症者が指で綴った物語』）にティトの作品も含まれていた。2008年にはティトを著者とする三冊目の単著書籍『How Can I Talk If My Lips Don't Move』が出版された。ソマ・ムコパディアイは2008年にRPMの教本『Understanding Autism Through Rapid Prompting Method』（邦訳『RPMで自閉症を理解する』）、2011年にレッスン補助教材『Curriculum Guide For Autism Using Rapid Prompting Method: With Lesson Plan Suggestions』を出版した。
2014年に拡大・代替コミュニケーション学会 (The International Society for Augmentative and Alternative Communication: ISAAC)、2017年にアイルランド言語聴覚セラピスト協会 (Irish Association of Speech & Language Therapists: IASLT)、2018年にアメリカ言語聴覚学会 (American Speech-Language-Hearing Association: ASHA)がRPM使用に反対する声明を発表した。ASHAのRPM使用反対声明を受け、同年複数のFC支持組織と個人が協働でASHAに声明を撤回するよう求めた。

## 日本におけるRPM/S2C
日本では、医師であり当事者研究を専門とする熊谷晋一郎が、2014年の博士論文において、FCで綴られた言葉を本人のものとして引用し、RPMの開発者ソマ・ムコパディアイについて「自閉症児がもつ社会的な気質を現実化することに一貫して成功を収めてきた」として、肯定的に紹介している。精神科医山登敬之は、日本児童青年精神医学会において東田直樹と対談講演を2015年に行う予定であったが、学会側が東田氏にFC使用疑惑を呈したことが東田氏側の講演辞退に発展した件について、2017年にビクレン編『「自」らに「閉」じこもらない自閉症者たち』やアイバーセン著『ぼくは考える木』など複数のFC/RPM/S2Cを推進する文献を引用することでティトを含む複数のFC/RPM/S2Cユーザーに言及し、援助者を介さずに自分の言葉を伝えることができる人は何人もいると主張し、学会を批判した。
山登が新聞記事等を通して紹介を続けている発話はできないがiPad画面に指差しで優れた文章を書くとする重度自閉症の少年が執筆したとされる作文はRPMユーザーであるイド・ケダーによるとされる著作を参考文献に挙げ、本文には「RPM」や「ソマ先生」への肯定的言及があり、「僕も最初は二者択一から始めた」とRPMの使用を明示している。
社会学者の池上英子は2017年刊行の著書『ハイパーワールド: 共感しあう自閉症アバターたち』にて、FCユーザーである東田について「発語が難しい重い自閉症でありながらその独自の感覚と気持ちをその率直な言葉で中学生のときから出版してきた」と評し、「ティトのように言葉を話さず一見認知能力が低くみえる古典的自閉症の子供が、実は優れた文章・認知能力を内在させている場合がある」と述べ、FCやRPMを介して綴られた言葉を当事者のものとして扱っている。
障害児教育を専門とし日本で指談・筆談と呼ばれるFCを推進してきた柴田保之は、2023年の國學院大學紀要において、FC/RPM/S2Cを使用する当事者を著者として刊行された英語書籍およびFC/RPM/S2Cを支持する研究者による英語書籍計30点と英語圏における15人のFC/RPM/S2Cユーザーの名前をリスト化し紹介することでFC批判への反論を試みたが、「当事者や支援者によって出版された英語の書籍について紹介をするという試みは、本来それらを読破した上でなされるべきものであろう。残念ながら、それを成し遂げる力は私にはなかった」と述べ、列挙した英語文献を読んでいないことを明らかにしている。

## RPMの別名メソッド

### インフォーマティブ・ポインティング・メソッド（Informative Pointing Method）
Cure Autism Nowでソマ・ムコパディアイから学びティトを観察したアイバーセンは、自身の自閉症の息子にRPMを実践しコミュニケーションができるようになったと主張する書籍『Strange Son』（邦訳『ぼくは考える木: 自閉症の少年詩人と探る脳のふしぎな世界』）を出版した。アイバーセンはRPMの独自バージョンであるインフォーマティブ・ポインティング・メソッドを開発し、2007年より自身のウェブサイトにて宣伝を行っている。インフォ―マティブ・ポインティングはRPMの効果に関する論文に適正なリサーチデザインのものがないとしたレビュー研究のサーチワードとしても加えられていた。

### アルファベット・セラピー（Alphabet Therapy）
RPMから派生したバンダービルト大学のアルファベット・セラピーは、ABAとRPMの手順を組み合わせたもので、アンジェルマン症候群の人々を対象としている。アンジェルマン症候群財団は2006年にバンダービルト大学のアルファベット・セラピー研究に研究資金を提供している。RPMと同様の効果の確認できないセラピーとして知られている。

### スペリング・トゥ・コミュニケート（Spelling to Communicate: S2C）
S2Cは2015年にエリザベス・ヴォセラーによって創始されたコミュニケーション法である。ヴォセラーは修習生としてソマ・ムコパディアイからRPMを学んでいた。後にヴォセラーはRPMへの言及をすべて削除し、ソマ・ムコパディアイの方法を「S2C」と改名し、バージニア州ハーンドンにS2Cセンター（Growing Kids Therapy Center）を設立した。RPMと同様、補助者が手にした文字盤を障害者が指すが、S2Cではペンを使って指す。S2CがRPMと微妙に異なるもうひとつの点は、障害者が話せない根本的な原因は微細な運動制御にあり、ポインティングが発話の微細運動を粗大運動に変換するというヴォセラーの思想がS2Cの根底にあることである。ポインティングも微細な運動制御であるのだから、ヴォセラーの主張は矛盾していると指摘されている。
エビデンスに基づくコミュニケーション支援が、4被支援者のニーズや要求を正確に伝え社会的やりとりを円滑にすることを重視するのと対照的に、S2Cは問答形式で実施され機能的コミュニケーションを教える構造になっていない。S2Cのウェブサイトは研究リストを表示しているが、2024年時点において実際に刊行されたものは7件のみであり、その7件のうち2件は非実証研究、3件はS2Cの有効性とは関連のないトピック、残りの2件は研究デザインや方法に問題がありS2Cの有効性を示すとは結論付けられない。研究の裏付けがないS2Cにこのような研究リストが表示されていることで、保護者や教育者がS2Cに研究基盤があると誤解したり、自閉症児の教育機会損失を招くであろうことが懸念されている。

## 反対声明
以下の職能団体および組織がRPM使用反対を表明している。
- アメリカ言語聴覚学会 (American Speech-Language-Hearing Association: ASHA)[4][91][3]
- 拡大・代替コミュニケーション学会 (The International Society for Augmentative and Alternative Communication: ISAAC)[5]
- 米国知的・発達障害協会 (American Association on Intellectual and Developmental Disabilities: AAIDD)[92]
- 自閉症科学治療協会 (Association for Science in Autism Treatment: ASAT)[93]
- アイルランド言語聴覚セラピスト協会 (Irish Association of Speech & Language Therapists: IASLT)[68]
- プレトリア大学AACセンター (Centre for Augmentative & Alternative Communication, Pretoria University)[94]
- カナダ言語聴覚協会 (Speech-Language & Audiology Canada)[23]
- オーストララシア知的障害協会 (Australasian Society for Intellectual Disability: ASID)[95][96]

## 虚偽の告発事件
米国バージニア州近郊でバス運転手が自閉症の10歳の少年に性的暴行を加えたとして告発された。予備審問において、少年がバス運転手に対する証言をS2Cを使って行うのを見た被告弁護人は、文字盤が明らかに空中で動き回っていたことから疑念を抱き、ASHAに電話をかけ予備審問にて自身の目撃したことを伝えた。ASHAはFCを使用した虚偽の告発事件の専門家証人として経験のある心理学者ジェームズ・トッドに弁護人を繋ぎ、弁護人はASHAがS2C仕様に反対する方針声明を出しているという内容の申立てを行った。バス運転手の事件を担当する裁判官は証拠を聴取した後、誰がコミュニケーションを行っているのか、非言語自閉症の少年なのか、それとも彼のコミュニケーション補助者なのかを判断するため、単純な二重盲検法によるオーサーシップ検証テストを命じた。少年の両親はオーサーシップ検証テストへの協力を拒否したため、起訴は証拠不十分により取り下げられた。

## 公立校におけるS2C使用を巡る争議
2019年、米国ペンシルベニア州ローワーメリオン学区とその学区の公立校に通う児童の保護者との間で、S2Cの使用に関する争議が起きた。保護者は学区がS2Cに基づく教育プログラムへの支払いを拒否したせいで子が無償の教育を奪われたと主張した。同年12月、ペンシルベニア州紛争解決局の審理官は、S2Cによって当該児童のコミュニケーションが可能になったというエビデンスはないと判断し、学区側の勝訴となった。
審理過程ではS2Cを児童に用いた際のコミュニケーション検証テストが行われた。児童の受講したアメリカ史の授業で実施された中間テストに基づく記述式問題と選択式問題をS2Cを通して回答する課題において、補助者が答えを知らない場合は正答が得られず、補助者が答えを知っていた場合は正答が得られた。
バージニア州言語聴覚士・聴覚学ライセンス委員会は、S2Cの考案者であるエリザベス・ヴォセラーに対し、2004年から2017年まで言語聴覚支援業務を無免許で行っていたことについて8,000ドルの罰金を科した。その後もエリザベス・ヴォセラーは無資格であるにもかかわらず自身を公認言語聴覚士と称し続けている。

## RPMの社会的影響とメディアでの扱われ方
Apple Inc.（アップル）は、2016年の自閉症アクセプタンス月間に、自閉症の青年がiPadを使ってRPMを実践する様子を撮影した動画『Dillan's Voice』を制作し、YouTubeで公開した。この動画はYouTubeで440万回再生され、Twitterで2億3000万回のインプレッションを記録し、2017年にはウェビー賞を受賞した。自閉症者の人権を侵す似非科学をAppleが自社製品の宣伝も兼ねて広めているとして複数の批判が寄せられた後、Appleはこの動画を自社のYouTubeページから削除したが、理由については公表していない。
『セサミストリート』は、2016年に"Sesame Street and Autism: What Makes You Amazing?"を放映し、自閉症多様性について啓発したが、自閉症の少年がRPMを使用する様子を多様性の一例として肯定的に紹介したため、批判を受けた。
2020年に公開された東田直樹を著者とする書籍を基にしたドキュメンタリー映画『僕が跳びはねる理由』（原題：The Reason I Jump）では、S2Cの創始者であるエリザベス・ヴォセラーが登場し、米国の自閉症当事者2名がS2Cを通して語る場面が映し出される。S2Cが検証も経ぬまま、あたかも画期的かつ有効なコミュニケーション方法であるかのように紹介され、自閉症の人の中には能力が閉じ込められている（presumed competence）と主張していることから、自閉症神話を広めるプロパガンダ映画であると批判されている。
2021年、自閉症に関する陰謀論で知られるNPOGeneration Rescueの創設者であるJ.B. ハンドレー著の書籍『Underestimated: An Autism Miracle』を基にしたS2Cを宣伝するドキュメンタリー映画『SPELLERS』が公開された。映画は複数の自閉症当事者がS2Cを通して複雑かつ洗練された文章を綴ることが可能となったと主張しているが、当事者が口頭で「悲しい」と述べて拒絶の意志を示したにもかかわらず、その発言が軽視され、S2Cによる再インタビューが強行された場面をはじめ、多くの倫理的問題があると指摘されている。
2023年に『ネイチャー』は、自閉症当事者の声を研究に取り入れるべきだという趣旨の記事を掲載し、ノンスピーキング自閉症者であるレイチェル・クリプケ＝ルドウィグがRPM/S2Cを通して語っているとする画像を掲載し肯定的に紹介した。記事では、クリプケ＝ルドウィグが従来の自閉症研究について「研究者が誤った前提に基づいて研究をしています」と述べ、「正しく理解するための最良の方法は、私たちの話を聞くことです」と語ったと伝えている。この『ネイチャー』の記事にはFC推進派特有の主張が見られると指摘され、「科学雑誌『ネイチャー』が自閉症の疑似科学に騙されている」と問題視された。実際に、自閉症研究において研究参加者のインクルージョンを達成するためにFC/RPM/S2Cを使用する研究チームがあると指摘されている。研究にFC/RPM/S2Cを使用することは、研究の妥当性を損ねるだけではなくノンバーバルの自閉症の人々を一層周辺化させると批判されている。
2024年からポッドキャストで配信され人気を得ているドキュメンタリー『Telepathy Tapes』は、自閉症やその他の疾患で発話できない人々には知的障害はなく、話すことが身体的に困難なだけであり、実は豊かで知的な内面世界を持ち、テレパシー能力を備えた超能力者・霊能者であり、予知能力を持ち、超能力者同士でテレパシーチャットルームに集まり交流し、死者とも交信できると主張している。このポッドキャストでは、ノンバーバルの自閉症の子どもたちが、親が知っていて自分は知らない情報をRPMやS2Cを通じて「読み当てる」テストを実施し、あたかも子どもたちが他者の心を読むテレパシー能力があるかの印象を構築しているが、FC/RPM/S2Cを通したアウトプットを操作しているのはファシリテーターの役割を担う親であり、その親が知っている情報が出てくるのは当然の結果であり、テレパシーの存在を証明するものではないと批判されている。また、別のビデオクリップでは、同じ親子の親が様々なキューイングを行い、子のポインティングを操作しているのが確認できると指摘されている。